# Leichtathletik-Weltmeisterschaften 2019/Teilnehmer (Vereinigte Staaten)
| Gelbes Symbol für Goldmedaillen mit stilisierten Olympischen Ringen | Graues Symbol für Silbermedaillen mit stilisierten Olympischen Ringen | Braundes Symbol für Bronzemedaillen mit stilisierten Olympischen Ringen |
| ------------------------------------------------------------------- | --------------------------------------------------------------------- | ----------------------------------------------------------------------- |
| 14                                                                  | 11                                                                    | 4                                                                       |

Der Leichtathletikverband der Vereinigten Staaten nahm an den Leichtathletik-Weltmeisterschaften 2019 in Doha teil. Die potentiellen Athleten in den Stadiondisziplinen wurden bei den US-amerikanischen Leichtathletik-Meisterschaften 2019 vom 25. bis 28. Juli ermittelt. Die Teilnehmer im Marathonlauf wurden bereits Ende Mai vom nationalen Verband USA Track & Field nominiert. Mitte September erfolgte die Nominierung der restlichen Teilnehmer.

## Wettbewerbsverlauf
Das Team der Vereinigten Staaten trat mit 159 Athleten in 46 Wettbewerben an. Es holte 14 Gold-, 11 Silber- sowie 4 Bronzemedaillen, was einer Summe von 29 entsprach, während die beiden zweitbesten Delegationen, Kenia und Jamaika, nur jeweils 11 Medaillen gewinnen konnte.
16 der errungenen Medaillen wurden von den Männern, 13 von den Frauen gewonnen.

## Ergebnisse

### Frauen

#### Laufdisziplinen
| Athletin | Disziplin        | Vorlauf              | Vorlauf              | Halbfinale           | Halbfinale           | Finale               | Finale               |
| Athletin | Disziplin        | Zeit                 | Platz                | Zeit                 | Platz                | Zeit                 | Platz                |
| --- | ---------------- | -------------------- | -------------------- | -------------------- | -------------------- | -------------------- | -------------------- |
| Morolake Akinosun | 100 m            | 11,23 s              | 15                   | 11,17 s SB           | 10                   | DNQ                  | DNQ                  |
| Tori Bowie | 100 m            | 11,30 s              | 22                   | DNS                  | DNS                  | –                    | –                    |
| English Gardner | 100 m            | 11,20 s              | 11                   | DNF                  | DNF                  | –                    | –                    |
| Teahna Daniels | 100 m            | 11,20 s              | 12                   | 11,10 s              | 08                   | 11,19 s              | 07                   |
| Teahna Daniels | 200 m            | nicht auf Startliste | nicht auf Startliste | nicht auf Startliste | nicht auf Startliste | nicht auf Startliste | nicht auf Startliste |
| Dezerea Bryant | 200 m            | nicht auf Startliste | nicht auf Startliste | nicht auf Startliste | nicht auf Startliste | nicht auf Startliste | nicht auf Startliste |
| Dezerea Bryant | 200 m            | 22,56 s              | 04                   | 22,56 s              | 05                   | 22,63 s              | 05                   |
| Anglerne Annelus | 200 m            | 22,56 s              | 03                   | 22,49 s              | 03                   | 22,59 s              | 04                   |
| Brittany Brown | 200 m            | 22,33 s PB           | 02                   | 22,46 s              | 02                   | 22,22 s PB           | Silber               |
| Kendall Ellis | 400 m            | 51,82 s              | 20                   | 51,58 s              | 14                   | DNQ                  | DNQ                  |
| Phyllis Francis | 400 m            | 50,77 s              | 04                   | 50,22 s SB           | 05                   | 49,61 s PB           | 05                   |
| Wadeline Jonathas | 400 m            | 50,57 s              | 01                   | 50,07 s PB           | 03                   | 49,60 s PB           | 04                   |
| Courtney Okolo | 400 m            | nicht auf Startliste | nicht auf Startliste | nicht auf Startliste | nicht auf Startliste | nicht auf Startliste | nicht auf Startliste |
| Shakima Wimbley | 400 m            | 51,17 s              | 06                   | 1:13,55 min          | 23                   | DNQ                  | DNQ                  |
| Ce’Aira Brown | 800 m            | 2:01,14 min          | 03                   | 2:00,12 min          | 05                   | 2:02,97 min          | 08                   |
| Hanna Green | 800 m            | 2:04,37 min          | 35                   | DNQ                  | DNQ                  | –                    | –                    |
| Raevyn Rogers | 800 m            | 2:02,01 min          | 09                   | 1:59,57 min          | 02                   | 1:58,18 min SB       | Silber               |
| Ajeé Wilson | 800 m            | 2:02,10 min          | 11                   | 2:00,31 min          | 06                   | 1:58,84 min          | Bronze               |
| Nikki Hiltz | 1500 m           | 4:04,00 min          | 03                   | 4:01,52 min PB       | 07                   | 4:06,68 min          | 12                   |
| Shelby Houlihan | 1500 m           | 4:08,51 min          | 22                   | 4:14,91 min          | 13                   | 3:54,99 min AR       | 04                   |
| Sinclaire Johnson | 1500 m           | nicht auf Startliste | nicht auf Startliste | nicht auf Startliste | nicht auf Startliste | nicht auf Startliste | nicht auf Startliste |
| Jenny Simpson | 1500 m           | 4:07,27 min          | 10                   | 4:00,99 min          | 01                   | 3:58,42 min SB       | 08                   |
| Elle Purrier | 5000 m           | 15:08,82 min         | 15                   |                      |                      | 14:58,17 min PB      | 11                   |
| Rachel Schneider | 5000 m           | 15:30,00 min         | 19                   |                      |                      | DNQ                  | DNQ                  |
| Karissa Schweizer | 5000 m           | 14:52,41 min PB      | 02                   |                      |                      | 14:45,18 min PB      | 09                   |
| Marielle Hall | 5000 m           | nicht auf Startliste | nicht auf Startliste | nicht auf Startliste | nicht auf Startliste | nicht auf Startliste | nicht auf Startliste |
| Marielle Hall | 10.000 m         |                      |                      |                      |                      | 31:05,71 min PB      | 08                   |
| Molly Huddle | 10.000 m         |                      |                      |                      |                      | 31:07,24 min         | 09                   |
| Emily Sisson | 10.000 m         |                      |                      |                      |                      | 31:12,56 min         | 10                   |
| Kelsey Bruce | Marathon         |                      |                      |                      |                      | 3:09:37 h            | 38                   |
| Carrie Dimoff | Marathon         |                      |                      |                      |                      | 2:44:35 h SB         | 13                   |
| Roberta Groner | Marathon         |                      |                      |                      |                      | 2:38:44 h            | 06                   |
| Nia Ali | 100 m Hürden     | 12,59 s              | 04                   | 12,44 s PB           | 01                   | 12,34 s PB           | Gold                 |
| Kendra Harrison | 100 m Hürden     | 12,55 s              | 03                   | 12,58 s              | 04                   | 12,46 s              | Silber               |
| Brianna McNeal | 100 m Hürden     | DSQ V                | DSQ V                | –                    | –                    | –                    | –                    |
| Sharika Nelvis | 100 m Hürden     | nicht auf Startliste | nicht auf Startliste | nicht auf Startliste | nicht auf Startliste | nicht auf Startliste | nicht auf Startliste |
| Kori Carter | 400 m Hürden     | DNF                  | DNF                  | –                    | –                    | –                    | –                    |
| Sydney McLaughlin | 400 m Hürden     | 54,45 s              | 01                   | 53,81 s              | 01                   | 52,23 s PB           | Silber               |
| Dalilah Muhammad | 400 m Hürden     | 54,87 s              | 03                   | 53,91 s              | 02                   | 52,16 s WR           | Gold                 |
| Kiah Seymour | 400 m Hürden     | nicht auf Startliste | nicht auf Startliste | nicht auf Startliste | nicht auf Startliste | nicht auf Startliste | nicht auf Startliste |
| Ashley Spencer | 400 m Hürden     | 55,28 s              | 10                   | 54,42 s              | 06                   | 54,45 s              | 06                   |
| Emma Coburn | 3000 m Hindernis | 9:23,40 min          | 06                   |                      |                      | 9:02,35 min SB       | Silber               |
| Courtney Frerichs | 3000 m Hindernis | 9:18,42 min          | 02                   |                      |                      | 9:11,27 min          | 06                   |
| Marisa Howard | 3000 m Hindernis | nicht auf Startliste | nicht auf Startliste | nicht auf Startliste | nicht auf Startliste | nicht auf Startliste | nicht auf Startliste |
| Allie Ostrander | 3000 m Hindernis | 9:30,85 min PB       | 17                   |                      |                      | DNQ                  | DNQ                  |
| Colleen Quigley | 3000 m Hindernis | DNS                  | DNS                  |                      |                      | –                    | –                    |
| Maria Michta-Coffey | 20 km Gehen      |                      |                      |                      |                      | 1:46:02 h SB         | 35                   |
| Katie Burnett | 50 km Gehen      |                      |                      |                      |                      | 5:23:05 h            | 17                   |
| - Morolake Akinosun - Dezerea Bryant - Teahna Daniels - Kiara Parker | 4 × 100 m        | 42,46 s              | 4                    |                      |                      | 42,10 s SB           | Bronze               |
| - Jessica Beard (Vorlauf) - Kendall Ellis (Vorlauf) - Allyson Felix (Vorlauf) - Courtney Okolo (Vorlauf) - Phyllis Francis (Finale) - Wadeline Jonathas (Finale) - Sydney McLaughlin (Finale) - Dalilah Muhammad (Finale) | 4 × 400 m        | 3:22,96 min WL       | 1                    |                      |                      | 3:18,92 min WL       | Gold                 |

#### Sprung/Wurf
| Athletin           | Disziplin      | Qualifikation        | Qualifikation        | Finale               | Finale               |
| Athletin           | Disziplin      | Weite/Höhe           | Platz                | Weite/Höhe           | Platz                |
| ------------------ | -------------- | -------------------- | -------------------- | -------------------- | -------------------- |
| Tynita Butts       | Hochsprung     | 1,92 m PB            | 09                   | 1,93 m PB            | 8                    |
| Vashti Cunningham  | Hochsprung     | 1,94 m               | 01                   | 2,00 m PB            | Bronze               |
| Inika McPherson    | Hochsprung     | 1,85 m               | 18                   | DNQ                  | DNQ                  |
| Emily Grove        | Stabhochsprung | nicht auf Startliste | nicht auf Startliste | nicht auf Startliste | nicht auf Startliste |
| Sandi Morris       | Stabhochsprung | 4,60 m               | 01                   | 4,90 m SB            | Silber               |
| Katie Nageotte     | Stabhochsprung | 4,60 m               | 01                   | 4,70 m               | 7                    |
| Jennifer Suhr      | Stabhochsprung | 4,60 m               | 11                   | 4,70 m               | 7                    |
| Tori Bowie         | Weitsprung     | 06,77 m              | 03                   | 6,81 m SB            | 4                    |
| Brittney Reese     | Weitsprung     | 06,52 m              | 13                   | DNQ                  | DNQ                  |
| Sha'Keela Saunders | Weitsprung     | 06,53 m              | 12                   | 6,54 m               | 9                    |
| Jasmine Todd       | Weitsprung     | 06,51 m              | 14                   | DNQ                  | DNQ                  |
| Keturah Orji       | Weitsprung     | nicht auf Startliste | nicht auf Startliste | nicht auf Startliste | nicht auf Startliste |
| Keturah Orji       | Dreisprung     | 14,30 m              | 05                   | 14,46 m              | 7                    |
| Tori Franklin      | Dreisprung     | 14,23 m              | 09                   | 14,08 m              | 9                    |
| Michelle Carter    | Kugelstoßen    | 18,85 m SB           | 04                   | 18,41 m              | 9                    |
| Chase Ealey        | Kugelstoßen    | 18,35 m              | 10                   | 18,82 m              | 7                    |
| Magdalyn Ewen      | Kugelstoßen    | 19,21 m              | 02                   | 18,93 m              | 4                    |
| Magdalyn Ewen      | Hammerwurf     | nicht auf Startliste | nicht auf Startliste | nicht auf Startliste | nicht auf Startliste |
| Jeneva Stevens     | Kugelstoßen    | nicht auf Startliste | nicht auf Startliste | nicht auf Startliste | nicht auf Startliste |
| Valarie Allman     | Diskuswurf     | 62,25 m              | 12                   | 61,82 m              | 7                    |
| Whitney Ashley     | Diskuswurf     | nicht auf Startliste | nicht auf Startliste | nicht auf Startliste | nicht auf Startliste |
| Kelsey Card        | Diskuswurf     | 61,32 m              | 14                   | DNQ                  | DNQ                  |
| Laulauga Tausaga   | Diskuswurf     | 63,94 m PB           | 05                   | NM                   | NM                   |
| Brooke Andersen    | Hammerwurf     | 68,46 m              | 20                   | DNQ                  | DNQ                  |
| Gwen Berry         | Hammerwurf     | 71,72 m              | 10                   | NM                   | NM                   |
| DeAnna Price       | Hammerwurf     | 73,77 m              | 01                   | 77,54 m              | Gold                 |
| Ariana Ince        | Speerwurf      | 60,44 m              | 15                   | DNQ                  | DNQ                  |
| Kara Winger        | Speerwurf      | 62,13 m              | 07                   | 63,23 m              | 5                    |

#### Siebenkampf
| Athletin         | Disziplin | 100 m Hürden | Hochsprung | Kugelstoßen | 200 m      | Weitsprung | Speerwurf  | 800 m          | Punkte | Platz |
| ---------------- | --------- | ------------ | ---------- | ----------- | ---------- | ---------- | ---------- | -------------- | ------ | ----- |
| Erica Bougard    | Ergebnis  | 13,01 s      | 1,86 m     | 12,36 m     | 23,89 s    | 6,21 m     | 43,48 m    | 2:09,74 min    | 6.470  | 04    |
| Erica Bougard    | Punkte    | 1123         | 1054       | 685         | 991        | 915        | 734        | 968            | 6.470  | 04    |
| Chari Hawkins    | Ergebnis  | 13,23 s      | 1,77 m     | 13,59 m PB  | 24,81 s    | 5,95 m     | 40,07 m    | 2:16,78 min SB | 6.073  | 12    |
| Chari Hawkins    | Punkte    | 1090         | 941        | 767         | 904        | 834        | 669        | 868            | 6.073  | 12    |
| Annie Kunz       | Ergebnis  | 13,27 s PB   | 1,80 m SB  | 14,58 m SB  | 24,37 s    | 5,95 m     | 35,36 m    | 2:20,68 min    | 6.067  | 13    |
| Annie Kunz       | Punkte    | 1084         | 978        | 833         | 945        | 834        | 579        | 814            | 6.067  | 13    |
| Kendell Williams | Ergebnis  | 12,58 s CHB  | 1,77 m     | 12,71 m     | 23,62 s SB | 6,28 m     | 45,12 m SB | 2:17,54 min    | 6.415  | 05    |
| Kendell Williams | Punkte    | 1189         | 941        | 708         | 1017       | 937        | 766        | 857            | 6.415  | 05    |

### Männer

#### Laufdisziplinen
| Athlet | Disziplin        | Vorlauf              | Vorlauf              | Halbfinale           | Halbfinale           | Finale               | Finale               |
| Athlet | Disziplin        | Zeit                 | Platz                | Zeit                 | Platz                | Zeit                 | Platz                |
| --- | ---------------- | -------------------- | -------------------- | -------------------- | -------------------- | -------------------- | -------------------- |
| Christopher Belcher | 100 m            | 10,23 s              | 25                   | DNQ                  | DNQ                  | –                    | –                    |
| Justin Gatlin | 100 m            | 10,06 s              | 03                   | 10,09 s              | 06                   | 9,89 s               | Silber               |
| Cravon Gillespie | 100 m            | nicht auf Startliste | nicht auf Startliste | nicht auf Startliste | nicht auf Startliste | nicht auf Startliste | nicht auf Startliste |
| Mike Rodgers | 100 m            | 10,14 s              | 12                   | 10,12 s              | 09                   | DNQ                  | DNQ                  |
| Christian Coleman | 100 m            | 9,98 s               | 01                   | 9,88 s               | 01                   | 9,76 s WL PB         | Gold                 |
| Christian Coleman | 200 m            | nicht auf Startliste | nicht auf Startliste | nicht auf Startliste | nicht auf Startliste | nicht auf Startliste | nicht auf Startliste |
| Kenneth Bednarek | 200 m            | 21,50 s              | 46                   | DNQ                  | DNQ                  | –                    | –                    |
| Micaiah Harris | 200 m            | nicht auf Startliste | nicht auf Startliste | nicht auf Startliste | nicht auf Startliste | nicht auf Startliste | nicht auf Startliste |
| Noah Lyles | 200 m            | 20,26 s              | 11                   | 19,86                | 01                   | 19,83                | Gold                 |
| Rodney Rowe | 200 m            | 20,92 s              | 43                   | DNQ                  | DNQ                  | –                    | –                    |
| Michael Cherry | 400 m            | nicht auf Startliste | nicht auf Startliste | nicht auf Startliste | nicht auf Startliste | nicht auf Startliste | nicht auf Startliste |
| Fred Kerley | 400 m            | 45,19 s              | 08                   | 44,25 s              | 03                   | 44,17 s              | Bronze               |
| Michael Norman | 400 m            | 45,00 s              | 02                   | 45,94 s              | 22                   | DNQ                  | DNQ                  |
| Vernon Norwood | 400 m            | 45,59 s              | 15                   | 45,00 s              | 10                   | DNQ                  | DNQ                  |
| Nathan Strother | 400 m            | 45,71 s              | 20                   | 45,34 s              | 18                   | DNQ                  | DNQ                  |
| Donavan Brazier | 800 m            | 1:46,04 min          | 12                   | 1:44,87 min          | 04                   | 1:42,34 min CR       | Gold                 |
| Bryce Hoppel | 800 m            | 1:46,01 min          | 11                   | 1:45,95 min          | 14                   | 1:44,25 min PB       | 04                   |
| Brannon Kidder | 800 m            | 1:46,29 min          | 23                   | 1:45,62 min          | 10                   | DNQ                  | DNQ                  |
| Clayton Murphy | 800 m            | 1:45,62 min          | 05                   | 1:44,48 min          | 03                   | 1:47,84 min          | 08                   |
| Ben Blankenship | 1500 m           | 3:37,13 min          | 12                   | 3:36,98 min          | 13                   | DNQ                  | DNQ                  |
| Matthew Centrowitz | 1500 m           | 3:37,69 min          | 18                   | 3:36,77 min SB       | 11                   | 3:32,81 min SB       | 08                   |
| Craig Engels | 1500 m           | 3:36,35 min          | 05                   | 3:36,69 min          | 08                   | 3:34,24 min          | 10                   |
| Sam Prakel | 1500 m           | nicht auf Startliste | nicht auf Startliste | nicht auf Startliste | nicht auf Startliste | nicht auf Startliste | nicht auf Startliste |
| Paul Chelimo | 5000 m           | 13:20,18 min         | 01                   |                      |                      | 13:04,60 min SB      | 07                   |
| Hassan Mead | 5000 m           | 13:22,11 min SB      | 08                   |                      |                      | 13:27,05 min         | 11                   |
| Ben True | 5000 m           | 13:27,39 min         | 19                   |                      |                      | DNQ                  | DNQ                  |
| Kirubel Erassa | 10.000 m         | nicht auf Startliste | nicht auf Startliste | nicht auf Startliste | nicht auf Startliste | nicht auf Startliste | nicht auf Startliste |
| Shadrack Kipchirchir | 10.000 m         |                      |                      |                      |                      | 27:24,74 min SB      | 10                   |
| Leonard Korir | 10.000 m         |                      |                      |                      |                      | 28:05,73 min         | 13                   |
| Lopez Lomong | 10.000 m         |                      |                      |                      |                      | 27:04,72 min PB      | 07                   |
| Andrew Epperson | Marathon         |                      |                      |                      |                      | 2:23:11 h            | 46                   |
| Elkanah Kibet | Marathon         |                      |                      |                      |                      | 2:19:33 h SB         | 38                   |
| Ahmed Osman | Marathon         |                      |                      |                      |                      | 2:16:22 h            | 23                   |
| Devon Allen | 110 m Hürden     | 13,46 s              | 13                   | 13,36 s              | 08                   | 13,70 s              | 07                   |
| Freddie Crittenden | 110 m Hürden     | nicht auf Startliste | nicht auf Startliste | nicht auf Startliste | nicht auf Startliste | nicht auf Startliste | nicht auf Startliste |
| Grant Holloway | 110 m Hürden     | 13,22 s              | 03                   | 13,10 s              | 02                   | 13,10 s              | Gold                 |
| Daniel Roberts | 110 m Hürden     | DSQ V                | DSQ V                | –                    | –                    | –                    | –                    |
| Rai Benjamin | 400 m Hürden     | 49,62 s              | 10                   | 48,52 s              | 06                   | 47,66 s              | Silber               |
| Norman Grimes | 400 m Hürden     | nicht auf Startliste | nicht auf Startliste | nicht auf Startliste | nicht auf Startliste | nicht auf Startliste | nicht auf Startliste |
| TJ Holmes | 400 m Hürden     | 49,50 s              | 07                   | 48,67 s              | 07                   | 48,20 s PB           | 05                   |
| Amere Lattin | 400 m Hürden     | 49,72 s              | 14                   | 49,20 s              | 15                   | DNQ                  | DNQ                  |
| Andrew Bayer | 3000 m Hindernis | 8:18,66 min          | 09                   |                      |                      | 8:12,47 min PB       | 12                   |
| Hillary Bor | 5000 m           | nicht auf Startliste | nicht auf Startliste | nicht auf Startliste | nicht auf Startliste | nicht auf Startliste | nicht auf Startliste |
| Hillary Bor | 3000 m Hindernis | 8:20,67 min          | 13                   |                      |                      | 8:09,33 min          | 08                   |
| Mason Ferlic | 3000 m Hindernis | nicht auf Startliste | nicht auf Startliste | nicht auf Startliste | nicht auf Startliste | nicht auf Startliste | nicht auf Startliste |
| Stanley Kebenei | 3000 m Hindernis | 8:19,02 min          | 10                   |                      |                      | 8:11,15 min SB       | 10                   |
| - Christian Coleman - Justin Gatlin - Cravon Gillespie (Vorlauf) - Noah Lyles (Finale) - Mike Rodgers                                                                       | 4 × 100 m        | 38,03 s SB           | 9                    |                      |                      | 37,10 s WL           | Gold                 |
| - Rai Benjamin (Finale) - Michael Cherry (Finale) - Fred Kerley (Finale) - Wilbert London - Vernon Norwood (Vorlauf) - Tyrell Richard (Vorlauf) - Nathan Strother (Vorlauf) | 4 × 400 m        | 2:59,89 min          | 1                    |                      |                      | 2:56,69 min WL       | Gold                 |

#### Sprung/Wurf
| Athlet              | Disziplin      | Qualifikation        | Qualifikation        | Finale               | Finale               |
| Athlet              | Disziplin      | Weite/Höhe           | Platz                | Weite/Höhe           | Platz                |
| ------------------- | -------------- | -------------------- | -------------------- | -------------------- | -------------------- |
| Keenon Laine        | Hochsprung     | 02,17 m              | 25                   | DNQ                  | DNQ                  |
| Shelby McEwen       | Hochsprung     | 02,26 m              | 13                   | DNQ                  | DNQ                  |
| Jeron Robinson      | Hochsprung     | 02,29 m              | 08                   | 2,24 m               | 11                   |
| Zachery Bradford    | Stabhochsprung | 05,60 m              | 22                   |                      |                      |
| Scott Houston       | Stabhochsprung | nicht auf Startliste | nicht auf Startliste | nicht auf Startliste | nicht auf Startliste |
| Sam Kendricks       | Stabhochsprung | 05,75 m              | 01                   | 5,97 m               | Gold                 |
| KC Lightfoot        | Stabhochsprung | 05,60 m              | 15                   | DNQ                  | DNQ                  |
| Cole Walsh          | Stabhochsprung | 05,75 m              | 03                   | 5,55 m               | 10                   |
| Jeff Henderson      | Weitsprung     | 08,12 m              | 02                   | 8,39 m SB            | Silber               |
| Trumaine Jefferson  | Weitsprung     | 07,63 m              | 21                   | DNQ                  | DNQ                  |
| Steffin McCarter    | Weitsprung     | 08,04 m              | 04                   | NM                   | NM                   |
| KeAndre Bates       | Dreisprung     | nicht auf Startliste | nicht auf Startliste | nicht auf Startliste | nicht auf Startliste |
| Will Claye          | Dreisprung     | 16,97 m              | 05                   | 17,74 m              | Silber               |
| Omar Craddock       | Dreisprung     | 16,87 m              | 13                   | DNQ                  | DNQ                  |
| Donald Scott        | Dreisprung     | 16,99 m              | 04                   | 17,17 m              | 6                    |
| Christian Taylor    | Dreisprung     | 16,99 m              | 03                   | 17,92 m SB           | Gold                 |
| Ryan Crouser        | Kugelstoßen    | 21,67 m              | 03                   | 22,90 m PB           | Silber               |
| Darrell Hill        | Kugelstoßen    | 21,25 m              | 05                   | 21,65 m              | 5                    |
| Jonathan Jones      | Kugelstoßen    | nicht auf Startliste | nicht auf Startliste | nicht auf Startliste | nicht auf Startliste |
| Joe Kovacs          | Kugelstoßen    | 20,92 m              | 12                   | 22,91 m CR           | Gold                 |
| Mason Finley        | Diskuswurf     | 63,22 m              | 13                   | DNQ                  | DNQ                  |
| Reginald Jagers III | Diskuswurf     | nicht auf Startliste | nicht auf Startliste | nicht auf Startliste | nicht auf Startliste |
| Sam Mattis          | Diskuswurf     | 63,96 m              | 09                   | 63,42 m              | 11                   |
| Brian Williams      | Diskuswurf     | 60,48 m              | 27                   | DNQ                  | DNQ                  |
| Sean Donnelly       | Hammerwurf     | nicht auf Startliste | nicht auf Startliste | nicht auf Startliste | nicht auf Startliste |
| Daniel Haugh        | Hammerwurf     | 72,85 m              | 24                   | DNQ                  | DNQ                  |
| Conor McCullough    | Hammerwurf     | 74,88 m              | 14                   | DNQ                  | DNQ                  |
| Rudy Winkler        | Hammerwurf     | 77,06 m PB           | 04                   | 75,20 m              | 11                   |
| Riley Dolezal       | Speerwurf      | 75,62 m              | 26                   | DNQ                  | DNQ                  |
| Michael Shuey       | Speerwurf      | 80,53 m              | 18                   | DNQ                  | DNQ                  |

#### Zehnkampf
| Athlet            | Disziplin | 100 m   | Weitsprung | Kugelstoßen | Hochsprung | 400 m      | 110 m Hürden | Diskuswurf | Stabhochsprung | Speerwurf | 1500 m      | Punkte | Platz |     |
| ----------------- | --------- | ------- | ---------- | ----------- | ---------- | ---------- | ------------ | ---------- | -------------- | --------- | ----------- | ------ | ----- | --- |
| Solomon Simmons   | Ergebnis  | 10,70 s | 7,37 m     | 15,33 m     | 1,96 m     | 49,31 s    | 14,10 s      | 46,26 m SB | 4,80 m         | 53,25 m   | 4:44,17 min | 8151   | 8     |     |
| Solomon Simmons   | Punkte    | 929     | 903        | 810         | 767        | 847        | 962          | 793        | 849            | 637       | 654         | 8151   | 8     |     |
| Devon Williams    | Ergebnis  | 10,84 s | 7,36 m     | 13,76 m     | 1,93 m SB  | 48,37 s SB | 13,91 s      | 47,32 m    | NM             | DNS       | –           | –      | DNF   | DNF |
| Devon Williams    | Punkte    | 897     | 900        | 714         | 740        | 891        | 986          | 815        | 0              | 0         | –           | –      | DNF   | DNF |
| Harrison Williams | Ergebnis  | 10,76 s | 7,14 m     | 13,78 m     | 1,93 m     | 47,93 s    | 14,43 s SB   | 44,23 s PB | 4,80 m         | 48,59 m   | 4:40,96 min | 7892   | 14    |     |
| Harrison Williams | Punkte    | 915     | 847        | 715         | 740        | 913        | 920          | 751        | 849            | 568       | 674         | 7892   | 14    |     |

### Mixed
| Athlet | Disziplin | Vorlauf        | Vorlauf | Halbfinale | Halbfinale | Finale         | Finale |
| Athlet | Disziplin | Zeit           | Platz   | Zeit       | Platz      | Zeit           | Platz  |
| --- | --------- | -------------- | ------- | ---------- | ---------- | -------------- | ------ |
| - Wilbert London (m) (Finale) - Allyson Felix (w) (Finale) - Courtney Okolo (w) (Finale) - Michael Cherry (m) (Finale) - Tyrell Richard (m) (Vorlauf) - Jessica Beard (w) (Vorlauf) - Jasmine Blocker (w) (Vorlauf) - Obi Igbokwe (m) (Vorlauf) | 4 × 400 m | 3:12,42 min WR | 1       |            |            | 3:09,34 min WR | Gold   |